# 도시권 통신망
도시권 통신망(영어: Metropolitan area network, MAN)은 큰 도시 또는 캠퍼스에 퍼져 있는 컴퓨터 네트워크이다. LAN과 WAN의 중간 크기를 갖는다. DSL 전화망, 케이블 TV 네트워크를 통한 인터넷 서비스 제공이 대표적인 예이다.

## 같이 보기
- 근거리 통신망
- 광역 통신망

## 참고 문헌
- Behrouz A. Forouzan (2007). Data Communications and Networking forth edition, p.15, 10-15, McGraw-Hill, ISBN 978-89-6055-018-6